# فهرست حاکمان اموی عراق
فهرستی از حاکمان اموی عراق در زیر آمده‌است.

## بررسی
در سده‌های میانه، عراق منطقه‌ای دربرگیرنده بخش‌های پایینی میانرودان بود و از دید اندازه و شکل تقریباً برابر با سرزمین بابل باستان بود که از شمال غربی به الجزیره، از شمال به آذربایجان از شمال شرقی به ناحیه جبال، از خاور به اهواز، از جنوب شرقی به دریای فارس (خلیج فارس) و در جنوب غربی به صحرای عربستان محدود بود.
در ساختار اداری خلافت اموی، سرزمین عراق در آغاز یک استان یگانه نبود. بلکه میان فرمانداران شهرهای پادگانیِ بصره و کوفه تقسیم می‌شد.
این دو شهر برای نخستین بار در سال ۶۷۰ میلادی زمانی که خلیفه معاویه بن ابی سفیان کنترل هر دو را به زیاد بن ابیه سپرد، با هم در یک استان جای گرفتند.
پس از مرگ زیاد دو شهر به‌طور جداگانه اداره شدند، اما خلفای بعدی باز به این ترکیب یگانه دست زدند و پس از زمان عبدالملک بن مروان، همهٔ عراق معمولاً در دست یک فرماندار در یک استان یگانه بود.
فرماندار عراق فردی نیرومند در رده‌بندی اداری دولت بنی امیه بود. افزون بر خود عراق، این فرماندار مسئولیت آن دسته از سرزمین‌های امپراتوری را نیز که نیروهای بصره یا کوفه گشوده بودندشان، به دوش داشت؛ از جمله اهواز، ناحیه جبال، فارس، کرمان، خراسان، سگستان، مکران، ایالت سند و جرجان
افزون بر این به وی اختیاراتی در استان‌های خاوری عربستان یعنی بحرین، یمامه و عمان نیز داده می‌شد.
روی‌هم‌رفته، این استان‌ها نزدیک به نیمی از کل امپراتوری را دربرمی‌گرفتند و بخش چشم‌گیری از درآمدی که از سوی دولت مرکزی در دمشق گردآوری می‌شد را تولید می‌کردند.
فرماندار قدرت گماشتن و برداشتن فرمانداران زیردست در هر یک از این شهرهای نام‌برده را داشت و هریک از فرمانداران زیردست وی، به جای خلیفه، مستقیماً به وی گزارش می‌دادند.
کسانی که به فرمانداری عراق گماشته می‌شدند، همگی در زمان تصدی مسئولیت خود در این استان اقامت می‌گزیدند.
در زمان زیاد بن ابیه، بصره و کوفه به عنوان پایتخت دوقلو نقش‌آفرینی می‌کردند و فرماندار در هر سالِ فرمانداری خود، در هر دو شهر نشیمن می‌گزید.
بعداً بصره به عنوان شهر اصلی استان، کوفه را کنار زد و تا پایان سده هفتم به عنوان مرکز فرمانداری نقش‌آفرینی کرد.
فرماندار پرآوازه حجاج بن یوسف ثقفی دستور ساخت شهرک پادگانی سومی را به نام واسط را داد که سپس از آن به عنوان محل اقامت خود تا پایان زندگی بهره برد.
پس از آن، واسط اغلب از سوی فرمانداران به عنوان محل اقامت اصلی‌شان استفاده می‌شد، اگرچه آنها به‌طور پراکنده به اقامت در شهرهای دیگر مانند کوفه و حیره نیز ادامه می‌دادند.
عراق تا سال ۷۴۹/۷۵۰، هنگامی که سپاهی عباسی واسط را محاصره کرد و واپسین فرماندار عراق، یزید بن عمر فزاری را وادار به تسلیم کرد، به عنوان یک استان اموی باقی ماند.
عباسیان پس از پیروزی بر بنی امیه، فرمانداری عراق را برهم زدند و روش گماشتن فرمانداران جداگانه برای مناطق جداگانه را از سر گرفتند.

## فهرست فرمانداران
تنها نام فرماندارانی که همزمان کنترل بصره و کوفه را در دست داشتند در فهرست زیر آمده‌است.
| Name                                                      | Start | End | Nature of Termination | Notes |
| --------------------------------------------------------- | ----- | --- | --------------------- | --- |
| None                                                      | 661   | 670 | n/a                   | Basra and Kufa were under separate governors during this period                                                                                             |
| Ziyad ibn Abihi                                           | 670   | 673 | Died in office        | Appointed by the caliph Mu'awiyah ibn Abi Sufyan |
| None                                                      | 673   | 680 | n/a                   | Basra and Kufa were under separate governors during this period                                                                                             |
| 'Ubaydallah ibn Ziyad                                     | 680   | 684 | Resigned              | Son of Ziyad ibn Abihi. Appointed by the caliph Yazid ibn Mu'awiyah                                                                                         |
| None                                                      | 684   | 691 | n/a                   | Iraq was outside of Umayyad control for most of the second fitna. From 686 to 691, the Zubayrid Mus'ab ibn al-Zubayr was in control of Basra and Kufa.      |
| None                                                      | 691   | 693 | n/a                   | Basra and Kufa were under separate governors during this period                                                                                             |
| Bishr ibn Marwan                                          | 693   | 694 | Died in office        | Brother of the caliph 'Abd al-Malik ibn Marwan, who appointed him                                                                                           |
| Al-Hajjaj ibn Yusuf al-Thaqafi                            | 694   | 714 | Died in office        | Appointed by 'Abd al-Malik ibn Marwan |
| Yazid ibn Abi Kabshah al-Saksaki                          | 714   | 715 | Dismissed             | Appointed by the caliph al-Walid ibn 'Abd al-Malik |
| Yazid ibn al-Muhallab al-Azdi and Salih ibn Abd al-Rahman | 715   | 717 | Dismissed             | Yazid was appointed governor for military and religious affairs and Salih was appointed governor in fiscal affairs by the caliph Sulayman ibn 'Abd al-Malik |
| None                                                      | 717   | 720 | n/a                   | Basra and Kufa were under separate governors during this period                                                                                             |
| Maslama ibn 'Abd al-Malik                                 | 720   | 721 | Dismissed             | Brother of the caliph Yazid ibn 'Abd al-Malik, who appointed him                                                                                            |
| 'Umar ibn Hubayra al-Fazari                               | 721   | 724 | Dismissed             | Appointed by Yazid ibn 'Abd al-Malik |
| Khalid ibn 'Abdallah al-Qasri                             | 724   | 738 | Dismissed             | Appointed by the caliph Hisham ibn 'Abd al-Malik |
| Yusuf ibn 'Umar al-Thaqafi                                | 738   | 744 | Dismissed             | Appointed by Hisham ibn 'Abd al-Malik |
| Mansur ibn Jumhur al-Kalbi                                | 744   | 744 | Dismissed             | Appointed by the caliph Yazid ibn al-Walid |
| 'Abdallah ibn 'Umar                                       | 744   | 745 | Dismissed             | Son of the caliph 'Umar ibn 'Abd al-'Aziz. Appointed by Yazid ibn al-Walid                                                                                  |
| Al-Nadr ibn Sa'id al-Harashi                              | 745   | 745 | Resigned              | Appointed by the caliph Marwan ibn Muhammad |
| Yazid ibn Umar al-Fazari                                  | 745   | 750 | Killed                | Son of 'Umar ibn Hubayra. Appointed by Marwan ibn Muhammad                                                                                                  |